# Tōki Sengi Kyōikutai
Die Tōki Sengi Kyōikutai (jap. 冬季戦技教育隊, dt. etwa „Winterkampfausbildungseinheit“, kurz Tōsenkyō (冬戦教), engl. Cold Weather Combat Training Unit, kurz CWCT) ist eine Einheit der japanischen Bodenselbstverteidigungsstreitkräfte mit Sitz im Stützpunkt Makomanai in Sapporo, Hokkaidō. Sie ist die einzige speziell für den Kampf unter winterlichen Bedingungen ausgebildete Einheit der Selbstverteidigungsstreitkräfte und ist direkt der „Nördlichen Armee“ (hokubu hōmentai) unterstellt.
Die Tōsenkyō besteht aus drei Abteilungen:
- Das Sentō-sengi kyōiku-shitsu (戦闘戦技教育室, etwa  „Winterkampfausbildungsabteilung“), das Soldaten für den Einsatz in winterlichen Bedingungen und im Gebirge ausbildet,
- das Chōsa-kenkyū-shitsu (調査研究室, „Forschungs- und Untersuchungsabteilung“) und
- das Tokubetsu taiiku katei kyōiku-shitsu (特別体育課程教育室, etwa „Sonderabteilung für Sportausbildung“), das aus Sportsoldaten aus den Disziplinen Biathlon und Skilanglauf besteht. Im Biathlon bilden die Tōsenkyō-Soldaten den Kern der japanischen Nationalmannschaft.[1][2]

Vorläufer der Tōsenkyō war die 1961 gegründete Hokubu-hōmen tokubetsu sengi kunren-tai (北部方面特別戦技訓練隊, etwa „nördliche Sonderausbildungseinheit“), 1980 wurde die heutige Organisationsstruktur eingerichtet. Seit 1990 werden auch Frauen ausgebildet.